# 悪党たちは千里を走る
『悪党たちは千里を走る』（あくとうたちはせんりをはしる）は、貫井徳郎による日本の推理小説。光文社が発行する文芸誌『GIALLO』に2004年春号から2005年夏号まで連載され、2005年9月25日に光文社から単行本化、2016年にTBS系でテレビドラマ化された。

## 書誌情報
- 単行本
  - 光文社 2005年9月25日 ISBN 978-4334924683
- 文庫
  - 集英社文庫 2008年9月19日 ISBN 978-4087463484
  - 幻冬舎文庫 2011年6月9日 ISBN 978-4344416857

## テレビドラマ
2016年1月20日から3月23日までTBS系の『テッペン! 水ドラ!!』枠で放送された。主演はムロツヨシ。

### キャスト

#### 主要人物
- 高杉篤郎 - ムロツヨシ

番組制作会社のドラマディレクターだが、上司の根津を殴って会社を辞める。その後、制作した番組の赤字と殴った怪我の慰謝料で一千十万円を請求され、その金を得るために巧の飼い犬・レックスの誘拐を企てる。過去に自主制作映画を作っていた。
- 園部優斗 - 山崎育三郎

高杉の後輩のAD。高杉の元彼女と結婚、もうすぐ子どもが産まれる。高杉と共に誘拐を企てる。
- 三上菜摘子 - 黒川芽以

高杉の前に突然現れた謎の女。昨晩、高杉と一夜を共にした、と主張する。
- ジョン・レノン

巧を誘拐し、高杉にメールや電話で指示をしてくる謎の人物。

#### 渋井家
- 渋井亜也子 - 紺野まひる

巧の母でステージママ。巧を売り込むためには手段を選ばない。
- 渋井隆宏 - 堀部圭亮

巧の父。パチンコ店から携帯電話のアプリなどを展開し一大グループになったセレブ。
- 渋井巧 - 大西利空

子役タレント。親が番組スポンサーなので起用されているが、演技は大根。飼い犬・レックスではなく自分を誘拐するよう高杉に入れ知恵する。

#### 警察
- 陰木光 - 中村靖日

成城中央署の刑事。誘拐の通報を受けて渋井家を訪れる。飄々としているが実は切れ者。
- 天王寺雄吾 - 夙川アトム

成城中央署の刑事。陰木と共に渋井家を訪れる。寡黙で殆ど喋らない。
- 黒田敏機  - 吹越満

警視庁捜査一課特殊班捜査係の刑事。質屋に大量のブランド品が持ち込まれた事を伝えに渋井家を訪れる。
- 警官 - 笠原秀幸

成城中央署の警官。誘拐の件で高杉宅を訪ねてくる。

#### その他
- 根津一久 - 光石研

高杉の上司。高杉の企画を盗んだ上、番組の赤字一千万円を高杉に払うよう言い、社員の前で高杉を罵倒し殴られる。その後、怪我の治療費十万円と番組の赤字一千万円を高杉に請求する。
- 園部嫁 - 林みなほ（TBSアナウンサー）

3年前まで高杉と付き合っていたが別れ、その後園部と結婚し現在は妊娠中。
- 真嶋美緒（１２歳） - 飯塚理珠（pinkypoker）

高杉の自主映画を観てアンケートに良いコメントを書いてくれた中学生。

### スタッフ
- 原作 - 貫井徳郎『悪党たちは千里を走る』（幻冬舎文庫）
- 脚本 - 渡邉真子
- 音楽 - 木村秀彬
- 主題歌 - 高橋優「クラクション」（unBORDE / ワーナーミュージック・ジャパン）[3]
- プロデュース - 池田克彦
- 協力プロデュース - 齋藤彩菜
- 演出 - 岡本伸吾、田中健太
- 製作著作 - TBS

### 放送日程
| 各話   | 放送日  | サブタイトル             | 演出     |
| ------ | ------- | ------------------------ | -------- |
| 第1話  | 1月20日 | 何で俺が誘拐犯に!?       | 岡本伸吾 |
| 第2話  | 1月27日 | 自作自演!?誘拐犯は子供!? | 岡本伸吾 |
| 第3話  | 2月03日 | 誘拐を利用!?謎の女の正体 | 岡本伸吾 |
| 第4話  | 2月10日 | 裏切り!?誘拐犯は身内!?   | 田中健太 |
| 第5話  | 2月17日 | 子供を救う正義の誘拐犯!? | 岡本伸吾 |
| 第6話  | 2月24日 | 迫る警察！子供の命を救え | 岡本伸吾 |
| 第7話  | 3月02日 | 現金一億円を手に入れろ!! | 田中健太 |
| 第8話  | 3月09日 | 子供の為に命懸けで走れ!! | 岡本伸吾 |
| 第9話  | 3月16日 | 今夜ジョンレノン正体判明 | 岡本伸吾 |
| 最終話 | 3月23日 | 悪党たちよ子供を救え!!   | 岡本伸吾 |

### ネット局と放送時間
| 放送対象地域   | 放送局                | 系列    | 放送期間                | 放送日時                     | 備考       |
| -------------- | --------------------- | ------- | ----------------------- | ---------------------------- | ---------- |
| 関東広域圏     | TBSテレビ（TBS）      | TBS系列 | 2016年1月20日 - 3月23日 | 水曜 23:53 - 翌0:23          | 製作局     |
| 北海道         | 北海道放送（HBC）     | TBS系列 | 2016年1月20日 - 3月23日 | 水曜 23:53 - 翌0:23          | 同時ネット |
| 岩手県         | IBC岩手放送（IBC）    | TBS系列 | 2016年1月20日 - 3月23日 | 水曜 23:53 - 翌0:23          | 同時ネット |
| 宮城県         | 東北放送（TBC）       | TBS系列 | 2016年1月20日 - 3月23日 | 水曜 23:53 - 翌0:23          | 同時ネット |
| 福島県         | テレビユー福島（TUF） | TBS系列 | 2016年1月20日 - 3月23日 | 水曜 23:53 - 翌0:23          | 同時ネット |
| 静岡県         | 静岡放送（SBS）       | TBS系列 | 2016年1月20日 - 3月23日 | 水曜 23:53 - 翌0:23          | 同時ネット |
| 中京広域圏     | CBCテレビ（CBC）      | TBS系列 | 2016年1月20日 - 3月23日 | 水曜 23:53 - 翌0:23          | 同時ネット |
| 岡山県・香川県 | 山陽放送（RSK）       | TBS系列 | 2016年1月20日 - 3月23日 | 水曜 23:53 - 翌0:23          | 同時ネット |
| 愛媛県         | あいテレビ（itv）     | TBS系列 | 2016年1月20日 - 3月23日 | 水曜 23:53 - 翌0:23          | 同時ネット |
| 福岡県         | RKB毎日放送（RKB）    | TBS系列 | 2016年1月20日 - 3月23日 | 水曜 23:53 - 翌0:23          | 同時ネット |
| 長野県         | 信越放送（SBC）       | TBS系列 | 2016年1月27日 - 3月30日 | 水曜 1:13 - 1:43（火曜深夜） | 遅れネット |
| 山形県         | テレビユー山形（TUY） | TBS系列 | 2016年2月2日 - 4月5日   | 火曜 0:38 - 1:08（月曜深夜） | 遅れネット |
| 山口県         | テレビ山口（tys）     | TBS系列 | 2016年2月5日 - 4月8日   | 金曜 1:28 - 1:58（木曜深夜） | 遅れネット |
| 青森県         | 青森テレビ（ATV）     | TBS系列 | 2016年4月19日 - 6月21日 | 火曜 0:43 - 1:13（月曜深夜） | 遅れネット |
| 大分県         | 大分放送（OBS）       | TBS系列 | 2016年5月9日 - 7月18日  | 月曜 0:50 - 1:20（日曜深夜） | 遅れネット |
| 鳥取県・島根県 | 山陰放送（BSS）       | TBS系列 | 2016年6月18日 - 8月20日 | 土曜 1:25 - 1:55（金曜深夜） | 遅れネット |
| 長崎県         | 長崎放送（NBC）       | TBS系列 | 2016年7月12日 - 7月25日 | 月 - 金曜 14:54 - 15:24      | 遅れネット |

| TBS テッペン! 水ドラ!!   | TBS テッペン! 水ドラ!!                     | TBS テッペン! 水ドラ!!                                                                           |
| 前番組                   | 番組名                                     | 次番組                                                                                           |
| ------------------------ | ------------------------------------------ | ------------------------------------------------------------------------------------------------ |
| おかしの家               | 悪党たちは千里を走る ※ここまでは水曜の放送 | 毒島ゆり子のせきらら日記 ※ここからは木曜になってからの放送                                       |
| TBS 水曜23:53 - 翌0:23枠 |                                            |                                                                                                  |
| おかしの家               | 悪党たちは千里を走る                       | NEWS23・第1部 ※23:00 - 23:55NEWS23・第2部 ※23:55 - 翌0:10毒島ゆり子のせきらら日記 ※翌0:10 - 0:40 |